# Deserto Dipinto (Australia)

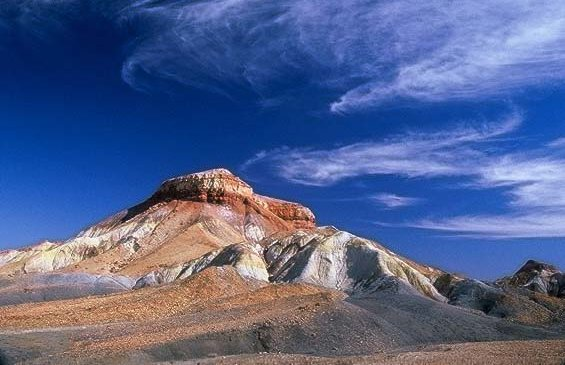
Il Monte Arkaringa nel Deserto Dipinto

Il Deserto Dipinto nell'Australia Meridionale, da non confondere con il Deserto Dipinto in Arizona, Stati Uniti, è un deserto molto spettacolare e dotato di panorami molto coloriti. Questo è dovuto agli effetti dell'erosione del terreno e minerali da parte di un antico mare interno. È situato a nord-est di Coober Pedy, a pochi chilometri da Arkaringa, nel suo interno si trovano diverse formazione geologiche e  montagne di tipo mesa. Dalle parti di Oodnadatta esistono grandi porzioni di territorio coperte di mica. La regione è desolata ed è composta da "roccia" soffice e fragile.